# 아미타이 에치오니
아미타이 에치오니(Amitai Etzioni, /ˈæmɛtaə ˌɛtsiˈoʊni/; né Werner Falk, 1929년 1월 4일 – 2023년 5월 31일)는 독일 태생의 이스라엘계 미국인 사회학자로, 사회경제학과 공동체주의에 관한 연구로 가장 잘 알려져 있다. 그는 사회의 도덕적, 사회적, 정치적 기반을 지원하는 데 전념하는 비영리, 무당파 조직인 공동체주의 네트워크(Communitarian Network)를 설립했다. 그는 운동의 사상을 전파하기 위해 네트워크를 구축했다. 그의 글은 사회 구조에서 개인의 권리와 사회적 책임, 자율성과 질서 사이의 신중하게 만들어진 균형을 주장한다. 2001년에 그는 리처드 포스너의 저서 "Public Intellectuals: A Study of Decline"에서 학술 인용 기준으로 측정된 미국 최고의 지식인 100인 중 하나로 선정되었다.
에치오니는 조지 워싱턴 대학교의 공동체주의 정책 연구 연구소 소장이자 국제 문제 교수로도 재직했다.